# Свети Илия (Капиново)
Вижте пояснителната страница за други значения на Свети Илия.
„Свети Илия“ (на македонска литературна норма: „Свети Илија“) е възрожденска православна църква във велешкото село Капиново, централната част на Северна Македония. Част е от Повардарската епархия на Македонската православна църква. Църквата е построена в 1867 година. Неин автор е Андон Китанов.